# 1996年德语正写法改革

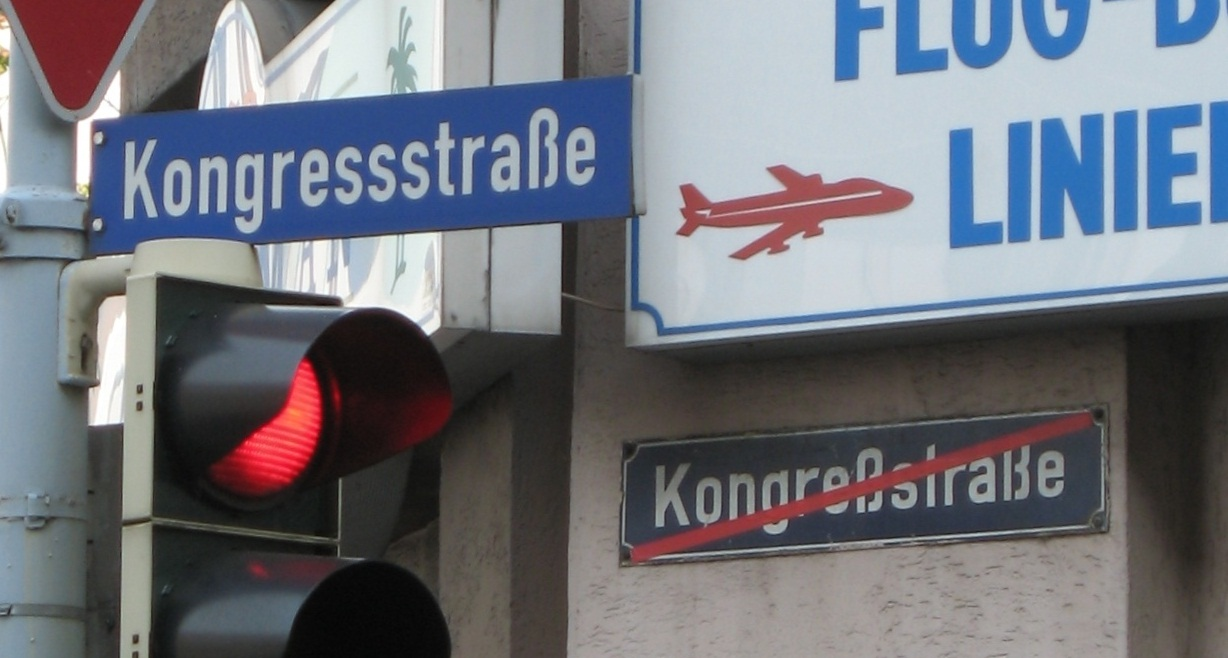
街道名稱的拼寫方式在新正寫法施行後也被改變，如這條位於阿亨的街道。注意牆上已廢止的舊版拼法。

1996年德语正寫法改革 （德語：Reform der deutschen Rechtschreibung von 1996），是一份改革德語正寫法的国际协定，1996年7月在维也纳签署，协定的签署者是德国、奥地利、列支敦士登和瑞士这四个以德语為官方語言的国家，其中瑞士是一个有四种语言的国家，但讲德语的人占多数。另一个有三种语言并且以德语为其官方语言之一的卢森堡则没有参加这份协定的签署。按卢森堡教育部发言人奥通·诺伊恩（Othon Neuen）的说法，卢森堡“作为一个非德语国家，对于德文的拼写系统来说不会有举足轻重的贡献”。
新的正寫法仅在学校中具强制性。按照德国联邦宪法法院1998年7月14日的决议，在学校以外，仍可以按从前那样拼写，因为正寫法是没有法律支持的。由于目前大部分人还在沿用传统的德语正寫法，所以有必要将新正寫法和传统正寫法区分开来。也有批评者表示，这一改革会引起普遍的混乱，造成众多的“任意拼写”（Beliebigkeitsschreibung）。例如，传统的拼法（柏林街道、地铁站名）和它的新拼法  有可能被混拼成错误的  或 。

## 主要规则
下面的“当前有效的新正寫法的十条最重要规则”（Die 10 wichtigsten Regeln zur jetzt gültigen neuen Rechtschreibung）是1996年德语正寫法改革的最终方案。在德国，經過一段過渡期後，該正寫法自2005年8月1日起全面施行（北萊茵-威斯伐倫和巴伐利亞兩個邦則延至2006年才開始在其公立學校施行新规则）。比起方案的初稿来，这一最终方案在某些方面（主要是大小写及单词合写和分写的规则）向旧正寫法做了妥协，因此不再像初稿那么“激进”。由于中国一些教材和参考书现仍按照方案的初稿应用新正寫法，通过这些教材和参考书学习新正寫法的德语学习者会发现他们按“新正寫法”拼写出来的德语和德文报章的拼写仍有不一致的地方，因此这个问题值得重视。以下的规则介绍中会对新正寫法方案的原稿和最终方案的歧异一一加以说明。

### 方便判定长短元音的规则
在短元音后的，原则上要改写为（即使它是出现在另一个辅音字母的前面），但是长元音或双元音后的保持不变。
例如： 
| 旧正寫法 | 新正寫法 | 中文意义             |
| -------- | -------- | -------------------- |
|          |          | 吻                   |
|          |          | （宾语从句的引导词） |
|          |          | 锁，城堡             |
|          |          | 护照                 |
|          |          | 失踪的               |

但以下词拼写不变：（尺寸）, （忏悔）, ［（忏悔）的第二分词］, （膝上）, （烟道灰）, （称为）等等。
类似地，一些重读音节中的元音为短元音的借词（主要借自英语）须双写其后的辅音字母，以符合德语元音长短的判定规则。
例如：
| 旧正寫法 | 新正寫法 | 中文意义 |
| -------- | -------- | -------- |
|          |          | 扑克的A  |
|          |          | 小窍门   |

### 连续相同字母的保留
若在一个复合词中有三个相同的字母連在一起，須將三个字母一併寫出。为了拼写美观，亦可将前後兩詞以连字符（-）分隔（若後一詞為名词，则首字母须大写）。
例如：
| 旧正寫法 | 新正寫法   | 中文意义 |
| -------- | ---------- | -------- |
|          | 或         | 足球教师 |
|          | 或         | 标识号   |
|          | 现也可写成 | 滤茶器   |
|          | 现也可写成 | 咖啡作物 |

過去个别复合词中有两个相同的字母重複連在一起而被省略为一个者，现在也须将两个字母一併寫出。
例如：
| 旧正寫法 | 新正寫法 | 中文意义 |
| -------- | -------- | -------- |
|          |          | 野蛮     |

但一些常用的词汇例外，如（尽管如此，不写成）, （三分之一，不写成）, （崇高，不写成）, （中午，不写成）。

### 词干式拼写
由同一个词派生的词系中的所有单词的词干应保持一致，这称之为“词干式拼写”（Stammschreibung）或更准确地称做“平行式拼写”（Parallelschreibung）。
例如：
| 旧正寫法 | 新正寫法 | 词干 | 中文意义 |
| -------- | -------- | ---- | -------- |
|          |          |      | 花梗     |
|          |          |      | 擤鼻子   |
|          |          |      | 给…编号  |
|          |          |      | 放置     |
|          |          |      | 潜力     |

另外，一些借自英语的以结尾的名词，变复数时直接加，而不再像英语那样改为再加，也可算做这种情况。
例如：
| 旧正寫法 | 新正寫法 | 中文意义 |
| -------- | -------- | -------- |
| 或       |          | 婴儿     |
| 或       |          | 聚会     |

### 外来语拼写的德语化
德語中的外來語多建議依德語正寫法規範作拼寫（但此規則非強制性）。最常見的情况為將（来自希腊语字根）改作。
例如：
| 旧正寫法 | 新正寫法 | 中文意义 |
| -------- | -------- | -------- |
|          | 建议拼作 | 正寫法   |
|          | 建议拼作 | 海豚     |
|          | 建议拼作 | 扩音喇叭 |
|          | 建议拼作 | 光合作用 |

將改为者仅有下列兩單字：
| 旧正寫法 | 新正寫法 | 中文意义 |
| -------- | -------- | -------- |
|          | 建议拼作 | 黑豹     |
|          | 建议拼作 | 鮪魚     |

建議除去不发音的的單字如：
| 旧正寫法 | 新正寫法 | 中文意义 |
| -------- | -------- | -------- |
|          | 建议拼作 | 黏膜炎   |
|          | 建议拼作 | 酸奶     |
|          | 建议拼作 | 意大利面 |

其中，必须去除不发音的的單字有以下兩個（強制性）：
| 旧正寫法 | 新正寫法 | 中文意义 |
| -------- | -------- | -------- |
|          |          | 粗糙     |
|          |          | 大袋鼠   |

源自法语建議德語化的單字：
| 旧正寫法 | 新正寫法 | 中文意义 |
| -------- | -------- | -------- |
|          | 建议拼作 | 杂耍剧场 |
|          | 建议拼作 | 小钱包   |
|          | 建议拼作 | 菊苣     |

### 分写和合写的新规则

#### 分写
〈一〉 动词不定式和另一动词构成的复合动词总是分开写。
例如：
| 旧正寫法 | 新正寫法 | 中文意义 |
| -------- | -------- | -------- |
|          |          | 初次结识 |
|          |          | 乘车兜风 |
|          |          | 遗落     |
〈二〉 名词和动词构成的复合动词，一些须分写，同时该名词大写（在德语中，如果没有特别说明，“大写”只指大写首字母，下同）。
例如：
| 旧正寫法 | 新正寫法 | 中文意义 |
| -------- | -------- | -------- |
|          |          | 留神     |
|          |          | 骑自行车 |
但另一些已经结合得较紧密的复合动词仍保持合写，如（交出），（溜冰），（举行），（参加）等。这是新正寫法的最终方案向旧正寫法所作的妥协。在新正寫法的初稿中，所有名词和动词构成的复合动词均须分写（同时该名词大写），例如也必须写成。
〈三〉 对于副词和动词构成的复合动词，如果该动词是，则总是分写。
例如：
| 旧正寫法 | 新正寫法 | 中文意义    |
| -------- | -------- | ----------- |
|          |          | 在家        |
|          |          | 和…待在一起 |
其他一些需要分写的情况中，该副词的构词能力通常都极弱。例如：
| 旧正寫法 | 新正寫法 | 中文意义     |
| -------- | -------- | ------------ |
|          |          | 自主教育     |
|          |          | 办成（事情） |
|          |          | 紧密放置     |
但如果动词以分词的形式出现，则分写和合写均可，如（普通教育的），也可写成。
〈四〉 一些需要分写的“副词＋形容词／副词”式的复合词如：
| 旧正寫法 | 新正寫法 | 中文意义       |
| -------- | -------- | -------------- |
|          |          | 人人都易理解的 |
|          |          | 多少           |
|          |          | 太多           |
|          |          | 如此长         |
但这些词在作连词时仍然合写，如（只要）。

#### 合写
必须合写的复合词只有以下几个：
| 旧正寫法 | 新正寫法 | 中文意义 |
| -------- | -------- | -------- |
|          |          | 任何东西 |
|          |          | 任何人   |
|          |          | 愈加…    |
|          |          | 眼下     |
其他一些新正寫法初稿中建议的合写在最终方案中均被取消，如（对…表示怀疑）仍须写作。

#### 分写或合写
对于“形容词＋动词”式的复合动词来说，如果该形容词可以升级，或可以用（完全）或（很）加深其意义，则需分写。
例如：
| 旧正寫法 | 新正寫法 | 中文意义   |
| -------- | -------- | ---------- |
|          |          | 使感到困难 |
|          |          | 认为…严肃  |
|          |          | 宣布       |
|          |          | 无意做…    |
|          |          | 使熟悉     |
否则，该复合动词合写（特别是在形容词用于转义的情况下）。如（用小字写），但（将…的第一个字母小写）。

### 连字符的使用
阿拉伯数字和可独立的单词组成复合词时，中间须加连字符。
例如：
| 旧正寫法 | 新正寫法 | 中文意义 |
| -------- | -------- | -------- |
|          |          | 8次      |
|          |          | 20年的   |

但阿拉伯数字和不能独立成单词的后缀组合成词时，中间不加连字符，如（30年代），（100%的），（12分之一）。仅为例外，也须加连字符，如（3倍的）。

### 小写
〈一〉 作为熟人间的称谓（如在书信中）的第二人称代词（你）和（你们）通常小写，但也可以大写。（这是新正寫法的最终方案向旧正寫法做的妥协；新正寫法的初稿中规定书信中的上述平称第二人称代词必须小写。）
作为尊称的第二人称代词（您）和（您几位）永远大写。
〈二〉 紧密结合的“形容词＋名词”式的短语，如果其中的形容词和名词的意义还有一定程度的独立性，则形容词应小写。
例如：
| 旧正寫法 | 新正寫法 | 中文意义     |
| -------- | -------- | ------------ |
|          |          | 自我放松运动 |
|          |          | 新年         |
但以下情况例外（其中的 a、b两项是向旧正寫法所做的妥协）：
a. 新的习语化的、合起来才能表达一个完整概念的短语，其中的形容词可以大写。例如：
| 新正寫法初稿 | 新正寫法最终方案 | 中文意义 |
| ------------ | ---------------- | -------- |
|              | 也可以写作       | 黑板     |
|              | 也可以写作       | 解雇信   |
b. 各行业的专业用语，其中的形容词可以大写。例如：
| 新正寫法初稿 | 新正寫法最终方案 | 中文意义 |
| ------------ | ---------------- | -------- |
|              | 也可以写作       | 黄金分割 |
|              | 也可以写作       | 急救     |
c. 专有名词中的形容词必须大写，如（第三世界），（三十年战争）。
〈三〉 由专有名词加后缀派生的形容词应小写。
例如：
| 旧正寫法 | 新正寫法 | 中文意义   |
| -------- | -------- | ---------- |
|          |          | 格林童话   |
|          |          | 歌德的戏剧 |
但如果在专有名词和后缀之间有一个撇号（'），该词仍大写，如。这样可以强调该专有名词本身。

### 大写
〈一〉 在（昨天），（今天），（明天）之后的用作时间状语的第四格名词大写。
例如：
| 旧正寫法 | 新正寫法 | 中文意义 |
| -------- | -------- | -------- |
|          |          | 昨天晚上 |
|          |          | 今天早上 |
〈二〉 名词在介词短语或其他紧密结合的短语中须大写。
例如：
| 旧正寫法 | 新正寫法 | 中文意义 |
| -------- | -------- | -------- |
|          |          | 涉及到…  |
|          |          | 忽视     |
但对于短语中的名词化的形容词，只有以下两种情况必须大写：
a. 该形容词出现在冠词后面。例如：
| 旧正寫法 | 新正寫法 | 中文意义     |
| -------- | -------- | ------------ |
|          |          | 总的来说     |
|          |          | 在以下内容中 |
|          |          | 在黑暗中摸索 |
b. 该形容词不变格（采用短尾形式），或者出现在介词后，或者与另一不变格形容词成对出现。例如：
| 旧正寫法 | 新正寫法 | 中文意义   |
| -------- | -------- | ---------- |
|          |          | 用德语     |
|          |          | 一身黑衣   |
|          |          | 老老少少   |
|          |          | 大人和小孩 |
而对于出现在介词后的变格的形容词，则大小写悉听尊便，如（最近以来）， （不假思索地）。对于（有过错的），（正确的），（不正确的）这三个词，其名词化形式也是大小写均可。这都是对旧正寫法的妥协。

### 逗号的使用

#### 可以不用逗号的情况
- 在（和）和（或）之前，如（他还在大学学习，而她已经失业了。）
- 在不定式和分词词组前后，如（我希望让你高兴。）（回到家里，他躺下休息。）

#### 必须用逗号的情况
- 在具有提示词的不定式和分词词组前后，如（要买一辆汽车很困难。）（我喜欢体育锻炼。）
- 在定语从句之前，如（他有一个愿望，就是当一名医生。）
- 在以带zu的不定式为宾语的介词词组前后，这些介词包括
- 如果一句话中的直接引语在评述性句子（Kommentarsatz）之前，并且以问号（?）或叹号（!）结尾，在该直接引语后的双引号之后必须用逗号，如：（“你一定要帮我！”他请求道。）

### 分音节
- 也可以分开，如（而不是）。
- 像一样，整体移至下一行，而不再拆成，如（而不是）。
- 仅由单元音构成的音节只有在词中的时候可以分开，如，在词首和词尾的时候均不能分开，如都不能分音节，即使在复合词里位于词中也不行，如只能拆成而不能拆成，只能拆成而不能拆成（在新正寫法的初稿中，规定单元音节在任何情况下都可以分音节）。
- 一些发生连读现象的复合词可以按实际发音情况划分章节，如。

## 外部連結
- radiks, der Vorschlag für eine radikale Reform der deutschen Rechtschreibung
- Deutsche Rechtschreibung
- Dudens Kurzfassung der neuen Regeln